# Armstrong Siddeley Snarler
L’Armstrong Siddeley Snarler était un petit moteur-fusée à ergols liquides britannique, conçu à la fin des années 1940 par le constructeur Armstrong Siddeley. Premier moteur-fusée britannique de ce type, il avait pour but de mener des expériences de « propulsion mixte » en étant combiné avec un turboréacteur et devait également servir d'accélérateur pour de futurs chasseurs,.

## Conception et développement
En 1946, le Ministry of Supply (en) (MoS) britannique demanda à Armstrong Siddeley Motors Ltd., à Coventry, de développer un moteur-fusée à ergols liquides d'une poussée de 2 000 lbf (907 kgp) pour servir d'accélérateur pour les chasseurs. La compagnie commença les travaux sur la propulsion par fusée à la fin de cette année, par le biais d'une équipe d'ingénieurs dirigée par S. Allen, l'ingénieur expérimental chargé de toutes les recherches sur la combustion. Ses deux premières recrues furent D. Hurden et H. L. G. Sunley. Vu de l'extérieur, la compagnie travaillait virtuellement à partir de zéro ; les seuls travaux relativement similaires alors en cours en Grande Bretagne étant ceux du MoS lui-même, au Royal Aircraft Establishment (R.A.E) à Westcott.
Le pays le plus avancé dans le domaine des fusées était sans conteste l'Allemagne, et Sunley était justement en Allemagne avec le MoS lorsqu'il rejoignit Armstrong Siddeley. En revenant de son voyage, il ramena de nombreux rapports et d'éléments sélectionnés provenant d'équipements de recherche. Les ingénieurs de la compagnie s'adressèrent ensuite au RAE et à toutes les autres organisations travaillant sur la propulsion à ergols liquides, et ces discussions menèrent au choix de l'abandon du kérosène comme carburant, le mélange final retenu étant de l'oxygène liquide et une substance composée à 65 % de méthanol et 35 % d'eau.
Les ingénieurs de la compagnie durent concevoir une chambre de combustion de petite taille et déterminer précisément son fonctionnement, comment serait injecté le carburant et comment la combustion serait initiée, mais il n'y avait alors aucune donné disponible au sujet de l'effet d'échelle, et il estimé comme préférable de commencer avec une chambre à échelle 1, afin de rencontrer tous les problèmes avec la taille correcte dès le départ. Ce choix fut motivé par l'expérience précédente de la compagnie. De nombreuses configurations furent testées, avec des injecteurs simples ou plus complexes. À l'époque, la seule pompe convenable et suffisamment puissante pour simuler le fonctionnement de turbopompes était celle de la remorque du camion de pompiers assurant la sécurité des ateliers, et la brigade était donc appelée à chaque fois qu'un essai devait être effectué.
En 1947, la compagnie s'attaqua à résoudre les problèmes d'allumage, en employant une maquette de la future chambre du combustion désignée « le seau » (bucket), constituée de tambours en métal séparés par un espace où circulait le liquide de refroidissement. Le dessin de la future chambre avait en fait été deviné bien à l'avance, et cette maquette de simulation était très ressemblante à ce que serait le produit fini. Les spécifications initiales prévoyaient un moteur pouvant être rallumé plusieurs fois au sol ou en vol, mais les premiers essais d'allumage eurent lieu avec une petite charge explosive actionnée électriquement. Les tests furent menés dans les locaux de la compagnie, mais pour les essais du « vrai » allumeur, un hangar d'essais spécialisé fut construit à l'aérodrome de la compagnie, à Ansty, au cours de l'année 1947. Il était équipé de tous les systèmes nécessaires à la bonne conduite des essais, et possédait de nombreux éléments en béton permettant de fixer les moteurs d'essais et l'appareillage de mesure.
L'étape suivante, considérée comme la plus difficile du programme, fut celle de la conception de turbopompes pour l'alimentation en ergols du moteur. À cette époque en effet, les moteurs précédents, à l'exception de celui ayant propulsé le missile V2, étaient tous alimentés par pressurisation des réservoirs. Les premiers essais de mise à feu complète du moteur furent toutefois effectués avec cette solution technique, afin d'obtenir des données sans devoir attendre l'arrivée de turbopompes opérationnelles. Cette tâche fut toutefois difficile, car il fallait trouver des réservoirs de grande taille capables de supporter les hautes pressions nécessaires.
Pendant l'automne 1947, des éléments de la chambre de combustion, alors encore à un stade très expérimental, furent fabriqués selon les premiers dessins et assemblés, puis installés sur le banc d'essais. La première mise à feu eut lieu le 10 novembre 1947, et les premiers résultats se montrèrent convaincants. Avant cette étape, la compagnie avait déjà effectué de gros progrès dans la conception de la turbopompe à oxygène liquide, bien qu'ayant dû faire face à des difficultés avec les joints et les roulements de cette pompe. Contrairement à celle qui avait équipé le V2, cette pompe devait avoir une durée de vie importante et une fiabilité irréprochable tout-au-long de sa durée de vie. Elle se devait de tourner à très haut régime avec de nombreuses petites pièces de précision, afin de fournir suffisamment de puissance en restant de taille modeste. Elle devait également résister au froid intense du liquide qu'elle véhiculait, l'oxygène à une température de −183 °C, qui rendait les joints cassants et faisait geler tous les lubrifiants connus. La compagnie dut alors concevoir des roulements spéciaux en plusieurs parties, dont certaines non-lubrifiées.
Les premiers essais de pompes furent marqués par de nombreuses et violentes défaillances, avec des explosions de pièces en aluminium dues à des défaillances de roulements. Ces problèmes furent résolus en concevant certaines pièces en bronze plutôt qu'en aluminium et en améliorant le dessin des pièces assurant le rôle de roulements. Les résultats furent immédiatement plus concluants, et le moteur complet (pompe + chambre de combustion) effectua son premier démarrage le 23 février 1949. Le plus gros du travail avait été fait et une utilisation future sur un chasseur commençait à être raisonnablement envisageable. Le reste du travail à effectuer concernait essentiellement le système de contrôle. Le plus important était alors d'intégrer tous les dispositifs de contrôle du moteur, qui jusque-là avaient été séparés pour les essais, en une unité compacte et ne comptant que deux boutons de commande.
La configuration finale du moteur fut testée le 29 mars 1950.

## Caractéristiques
À l'inverse des autres moteurs-fusées à ergols liquides britanniques, qui employaient un mélange hypergolique à base de peroxyde d'hydrogène, le Snarler employait de l'oxygène liquide comme oxydant. Sa masse à vide était de 97,52 kg, et il produisait une poussée maximale de 8,90 kN. Sa consommation spécifique de carburant était de 20 lb/h/lbf de poussée. Une caractéristique inhabituelle de ce moteur était que sa turbopompe était entraînée par un dispositif externe, en l'espèce d'un arbre de transmission reliée à la boîte de relais accessoires du turboréacteur.
Le prototype P.1040 du Sea Hawk, le VP 401, se vit ajouter un moteur-fusée Snarler de 907 kgp dans la queue de l'appareil. Le turboréacteur Rolls-Royce Nene équipant initialement l'avion, d'une poussée de 23,13 kN, était doté d'une tuyère séparée en deux parties, qui sortaient chacune d'un côté du fuselage. La combinaison des deux moteurs et de l'avion reçut la désignation de
Hawker P.1072,. L'association des deux moteurs offrait une poussée améliorée de 50 %, bien que la consommation soit vingt fois plus élevée. Cette augmentation de poussée était disponible malgré le fait que celle du Nene, comme tous les turboréacteurs, chutait avec l'augmentation d'altitude. Celle du Snarler, cependant, demeurait constante.
Le moteur fut utilisé en vol pour la première fois le 20 novembre 1950, par le pilote d'essais de Hawker Trevor « Wimpy » Wade (en). Une demi-douzaine de vols furent effectués en utilisant le moteur-fusée, avant qu'une explosion de faible amplitude endommage l'avion. Bien que du méthanol ait été utilisé dans le P.1072, le Snarler pouvait aussi fonctionner avec du carburant réacteur classique. Il fut finalement décidé que la postcombustion était une solution plus pratique que le moteur-fusée pour augmenter la poussée des turboréacteurs, et le projet fut laissé de côté.

## Versions
- ASSn.1 Snarler : Nom donné par le Ministry of Supply (en) (MoS) aux prototypes et aux moteurs d'essais.